# Агустін Мартеджані
Агустін Мартеджані (ісп. Agustín Martegani, нар. 20 травня 2000, Рохас) — аргентинський футболіст, півзахисник клубу «Бока Хуніорс». Виступав також за клуби «Сан-Лоренсо» та «Салернітана».

## Ігрова кар'єра
Агустін Мартеджані народився 2000 року в місті Рохас, та є вихованцем футбольної школи клубу «Сан-Лоренсо». У 2019 році Мартеджані розпочав грати в основній команді клубу, в якій виступав до 2023 року, взявши участь у 40 матчах чемпіонату. У 2023 році керівництво клубу віддало півзахисника в річну оренду до італійського клубу «Салернітана». у 2024 році футболіст повернувся на батьківщину, і на правах постійного контракту став гравцем клубу «Бока Хуніорс».